# Patrick Swayze
Patrick Wayne Swayze, ameriški igralec, glasbenik, pevec, plesalec in pisatelj pesmi * 18. avgust 1952 Houston, Teksas, ZDA † 14. september 2009 Los Angeles, Kalifornija, ZDA.
Swayze je zaslovel z nastopi v filmih v osemdesetih letih, kjer je igral trde in romantične moške voditelje, kar mu je dalo široko bazo oboževalcev. Revija People ga je leta 1991 imenovala za svojega najbolj seksi moškega.
V svoji karieri je Swayze prejel tri nominacije za zlati globus, in sicer za filme Umazani Ples (1987), Duh (1990) in V Wong Foo, Hvala Za Vse in Julie Newmar (1995). Napisal in posnel je priljubljeno pesem "She's Like the wind", leta 2012 pa je bil posthumno nagrajen z nagrado Rolex Dance Award. Swayze je leta 2009 umrl zaradi raka v starosti 57 let.